# پیام حیدری
پیام حیدری (زاده ۲۶ بهمن ۱۳۶۵ در همدان) داور ایرانی فوتبال است. وی در سال ۱۳۷۸ داوری را شروع کرده است و در سال ۱۳۸۴ درجه ملی خود را دریافت کرده است.
وی در سال
۲۰۱۵ وارد فهرست داوران بین‌المللی فیفا شده است، و در سال ۲۰۱۶ داور الیت آسیا شد؛ در سال ۲۰۱۶ فینال مسابقات جام همبستگی آسیا رو در مالزی قضاوت کرد، از سال ۲۰۱۰ تا سال ۲۰۱۲ در طرح داوران زیر ۲۵ سال آسیا پروجکت فیوچر حضور داشت. بیژن حیدری داور ایرانی برادر وی است.

## قضاوت‌ها در شهرآورد تهران
پیام حیدری در یک بازی داور وسط و در دو بازی شهرآورد تهران کمک داور چهارم بوده است.
| دو بازی که کمک داور چهارم بوده است |                 |                                     |                                                                |
| دربی                               | تاریخ           | نتیجه بازی                          | گروه داوری                                                     |
| شماره ۸۵                           | ۴ آبان ۱۳۹۶     | استقلال ۰ - پرسپولیس ۱              | بیژن حیدری—رضا سخندان—سعید علی‌نژادیان -- پیام حیدری            |
| شماره ۸۱                           | ۸ آبان ۱۳۹۴     | استقلال ۱ - پرسپولیس ۱              | محسن ترکی—رضا سخندان—محمدرضا ابوالفضلی -- پیام حیدری           |
| شماره ۹۳                           | ۲۴ تیر ۱۴۰۰     | استقلال ۲ - پرسپولیس ۲ پنالتی (۴–۱) | پیام حیدری داور وسط                                            |
| شماره ۱۰۰                          | ۳ اردیبهشت ۱۴۰۲ | استقلال ۰ - پرسپولیس ۱              | پیام حیدری، محمدرضا منصوری، محمدرضا ابوالفضلی، سید وحید کاظمی؛ |

منبع